# 공전 주기

공전 주기(公轉週期)는 행성 등이 궤도를 한 바퀴 도는 데 걸리는 시간을 말한다.
- 항성 주기(sidereal period) - 다른 항성을 기준으로 태양을 한바퀴 도는 시간을 말한다. 공전 주기라고 하면 보통은 항성 주기를 말한다.
- 회합 주기(synodic period)는 지구에서 볼 때 태양에 대해 상대적으로 같은 위치에 위치하는 주기이다.

(1991, 1992, 1996, 1998, 1999년)도달하는 데 걸리는 시간을 말한다. 합에서 다음 합까지의 시간으로 계산한다. 지구도 공전을 하므로 항성 주기와 다르게 된다. 달의 경우는 삭망 주기라고도 한다.
- 교점 주기(draconitic period)는 승교점을 지난 후 다시 승교점을 지날 때까지의 시간을 말한다. 궤도의 교점이 느리게 앞, 또는 뒤로 움직이므로 항성 주기와 다른 값을 가진다.
- 근점 주기(anomalistic period)는 근일점을 지나 다시 근일점을 지날 때까지의 시간을 말한다. 궤도의 장축이 움직이므로 항성 주기와 다르게 된다.
- 회귀 주기(tropical period)는 적경 0 도인 점을 다시 통과하는 데까지의 시간을 말한다. 춘분점이 움직으므로 항성 주기와 다르게 된다.

## 항성 주기와 회합 주기의 관계
코페르니쿠스는 행성의 회합 주기로부터 항성 주기를 계산하는 법을 고안했다.
E = 지구의 항성 주기(항성년을 뜻함. 회귀년과 다름)
P = 다른 행성의 항성 주기
S = 지구에서 관측한 다른 행성의 회합 주기
라고 하자.
원궤도를 가정할 때, 시간 S 동안, 지구는 (360°/E)S만큼 움직이고, 행성은 (360°/P)S을 움직인다.
내행성의 경우, 두 행성이 태양에 대해 같은 위치에 올 때까지 내행성은 지구보다 한 바퀴를 더 돌게 된다. 따라서 한 회합주기에 대해
{\displaystyle {\frac {S}{P}}360^{\circ }={\frac {S}{E}}360^{\circ }+360^{\circ }}
이 성립하므로
{\displaystyle P={\frac {1}{|{\frac {1}{E}}+{\frac {1}{S}}|}}}
임을 유도할 수 있다. 외행성의 경우도 마찬가지로
{\displaystyle P={\frac {1}{|{\frac {1}{E}}+{\frac {1}{S}}|}}}
이 된다.

## 같이 보기
- 항성시
- 항성년
- 충 (천문학)
- 윤년